# ميركيور

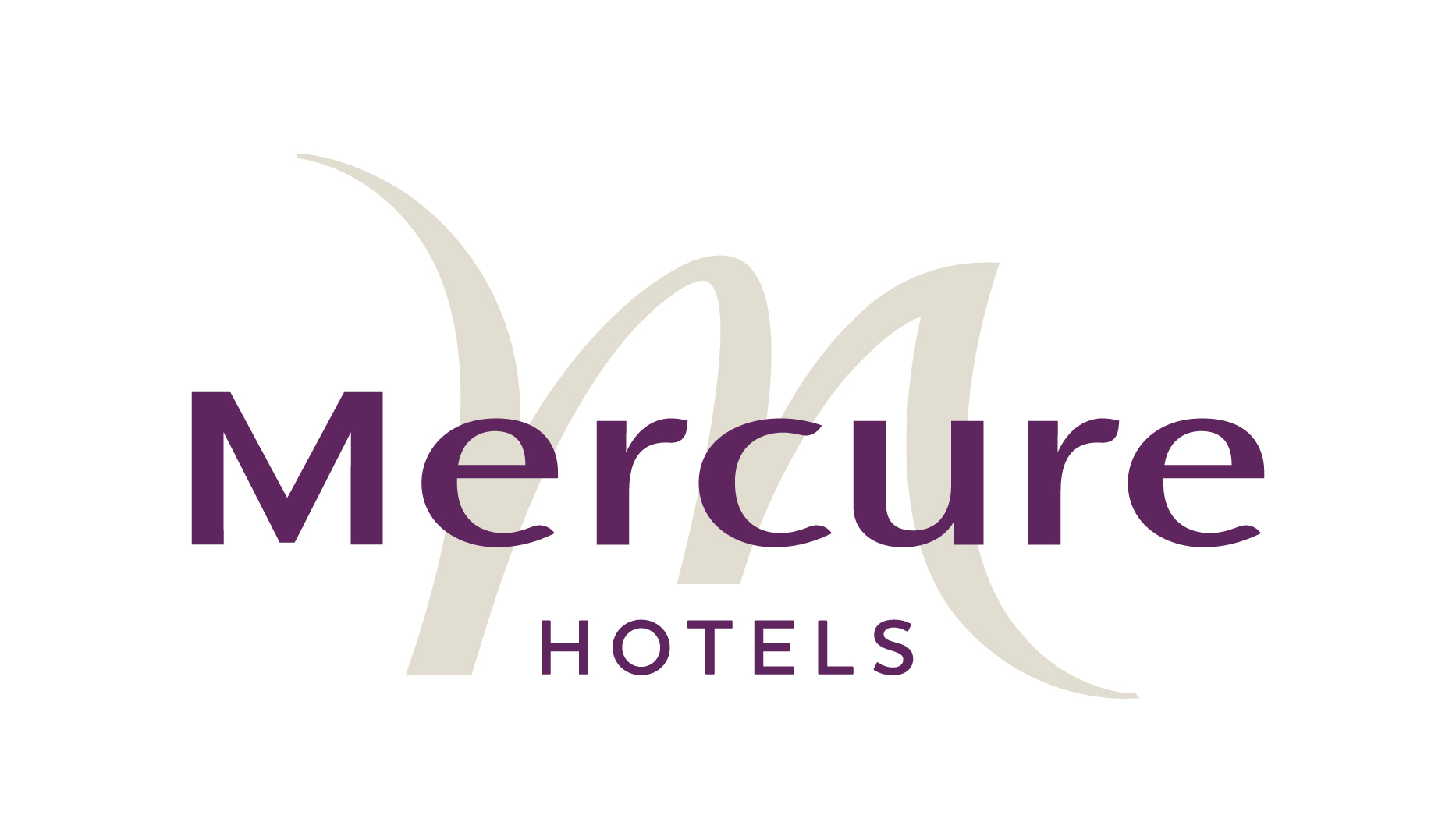
شعار فنادق ميركيور

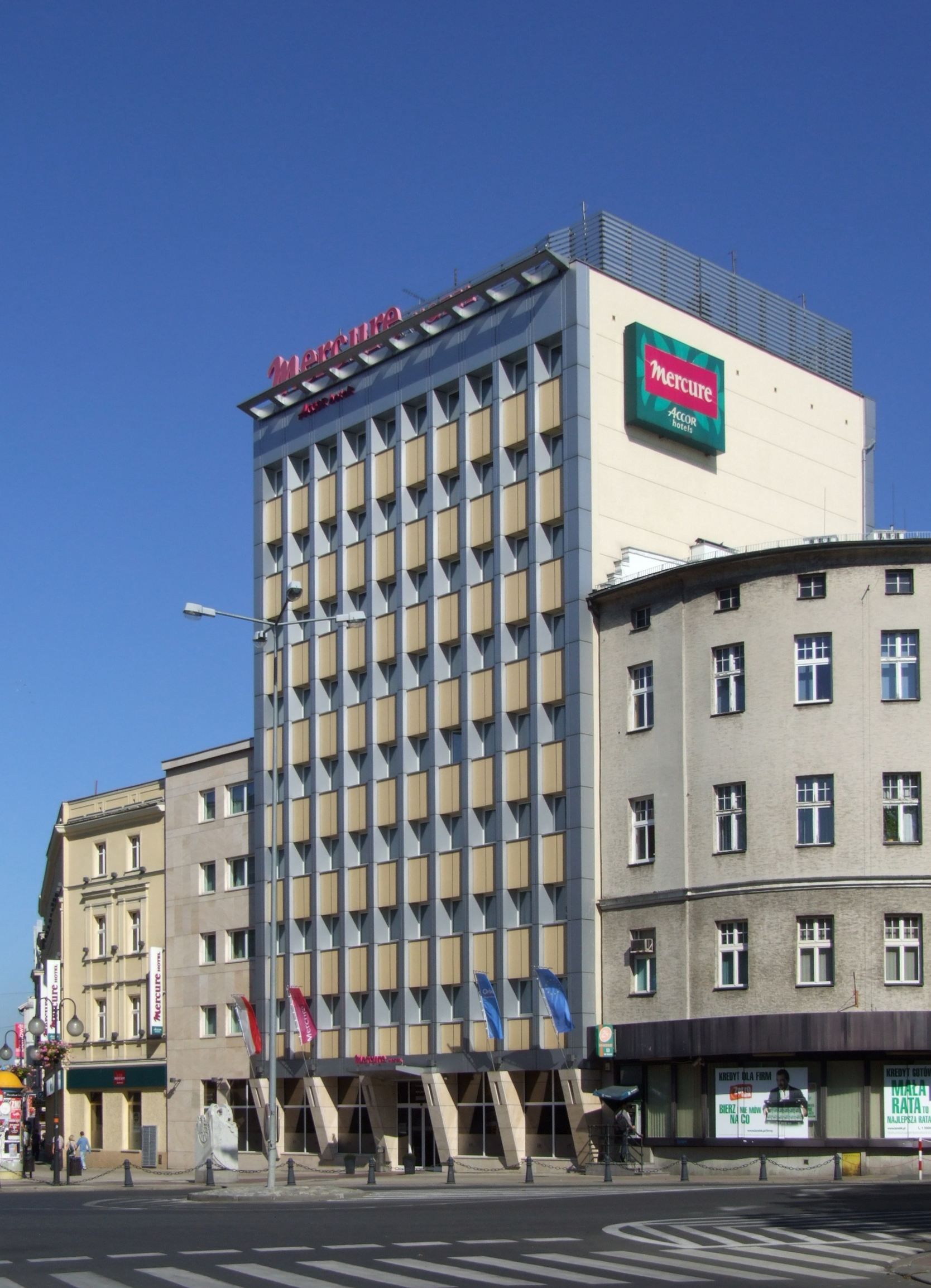
فندق ميركيور في أوبولي

ميركيور (بالإنجليزية: Mercure Hotels)‏، هو أسم العلامة التجارية للفنادق التي تديرها الشركة الفرنسية متعددة الجنسيات أكور.

## التاريخ والتوسع
تأسست ميركيور في عام 1967، على يد بول دوبرول وجيرار بيليسون. وتم تأسيس أول فندق ميركيور في عام 1973 في سان ويتز، فرنسا. وقد اتخذ ميركيور فندق نوفوتيل في أكثر من 1975 من قبل بنك سوسيتيه كوت ديفوار وآخرون للاستغلال والاستثمار، في وقت لاحق مجموعة أكور.
في عام 1983، توسعت ميركيور في ألمانيا. وفي عام 1993، استحوذت على حصة أكور في سلسلة الفنادق المجرية بانونيا والبالغة 24 فندقا. كذلك، توسعت المجموعة أيضا في بولندا، وآسيا، وتركيا، وأفريقيا. وفي عام 1994، افتتحت فنادق في منطقة البحر الكاريبيو غيانا وريونيون. وفي عام 1995، أنشأت ميركيور فنادق بنفسها في إسبانيا، السويد، مصر، عمان، ودبي، وافتتح فندق في ساو باولو في البرازيل. وفي عام 1996، افتتح فندق في برلين، برشلونة، اوفنبرغ، فايمار، سان سباستيان، باري، إسرائيل، كرواتيا ومالطا. في عام 1997، افتتحت فنادق في استونيا، توغو، مدغشقر، كولومبيا، مصر، المغرب، ولبنان. وفي فرنسا، حصلت أكور على فنادق (33 Frantour) وقامت بتغيير علامتهم التجارية بعلامتها. كما توسعت المجموعة في العلامة التجارية في المملكة المتحدة. في عام 1998، تم شراء عشرة فنادق من سلسلة فنادق (Postiljon) الهولندية.
في عام 1999، تم دمج 148 فندق في الشبكة، بما في ذلك 42 فندقا يبيرتيل، 27 فندقا في ألمانيا و27 في أستراليا. وتم افتتاح فنادق جديدة في الجزائر، المغرب، موريتانيا، الأردن، لبنان، المملكة العربية السعودية ، واليمن.

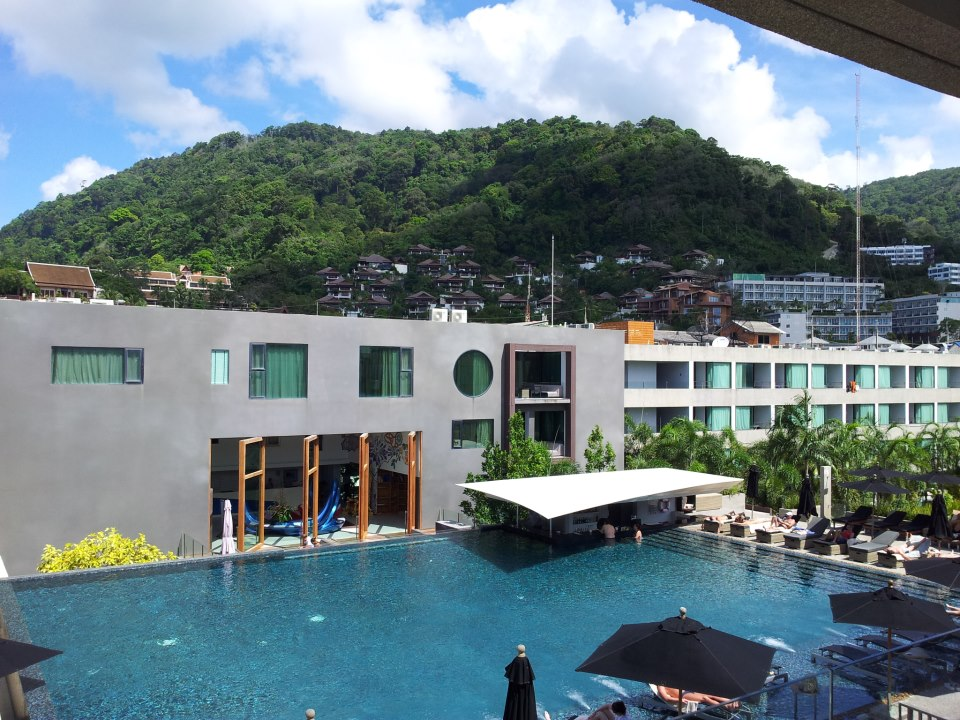
B-Lay Tong Phuket - MGallery Collection, view of the pool and reception from the Spa Suite

## وصلات خارجية
- الموقع الرسمي: ميركيور